# SquashFS
Squashfs (.sfs) es un sistema de archivos comprimido de solo lectura para Linux. SquashFS comprime archivos, inodos y directorios, y soporta tamaños de bloque de hasta 1024 KB para mayor compresión. SquashFS es también software libre (licenciado como GPL) para acceder a sistemas de archivos SquashFS.
SquashFS está pensado para su uso como sistema de archivos genérico de solo lectura y en dispositivos de bloques/sistemas de memoria limitados (por ejemplo, sistemas embebidos), donde se requiere poca sobrecarga. En su versión 4.0 puede usar zlib, lz4, lzo, o xz para la compresión de datos (archivos, inodos y directorios )

## Usos
SquashFS se utiliza en las versiones en Live CD de Debian, Finnix, Gentoo Linux, Ubuntu (Y derivados de Ubuntu como Linux Mint) y Mandriva, y en sistemas embebidos como los firmware para router DD-WRT y OpenWRT. A menudo se combina con un sistema de archivos de unión de otros sistemas de archivos, como UnionFS o aufs, para proveer un entorno de lectura-escritura para distribuciones live de Linux. De este modo se combinan las ventajas de la alta velocidad de compresión de SquashFS con la posibilidad de alterar la distribución mientras se ejecuta ésta desde un LiveCD. Distribuciones como Slax, Debian Live, Mandriva One y Puppy Linux usan esta combinación.
Dado que el formato en disco de SquashFS se ha estabilizado suficientemente se lo ha incluido en la versión 2.6.29 del núcleo Linux.